# Tiflossole

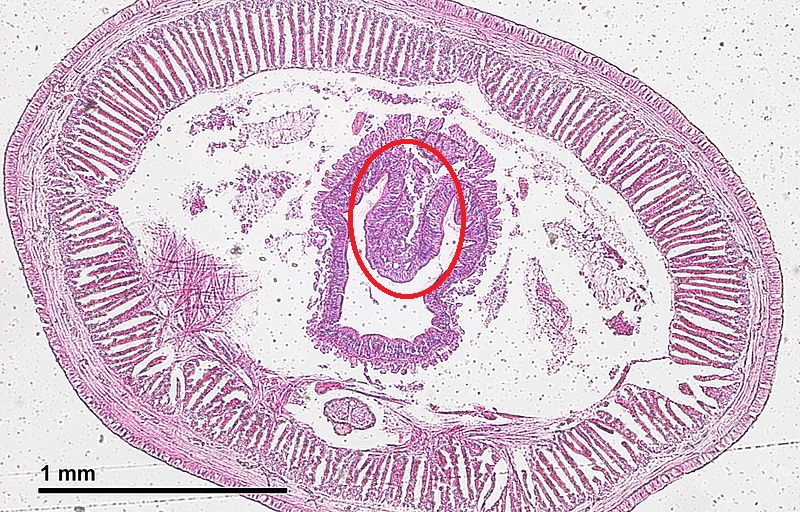
Corte histológico transversal de uma minhoca, mostrando o tiflossole

O tiflossole é uma invaginação medianodorsal do trato digestório de alguns animais, como minhocas.  Nas minhocas, ele está presente na região mediana do trato digestório e, menos frequentemente, no reto. Esta prega tem como função aumentar a superfície de absorção do trato digestivo, elevando o aproveitamento da matéria orgânica digerida. Ele é formado apenas pelo epitélio intestinal, sendo amplamente irrigado por capilares sanguíneos, abaixo do epitélio.

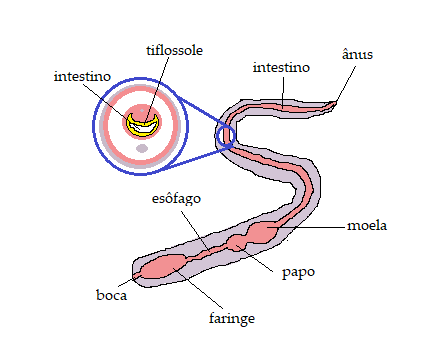
Sistema digestório da minhoca, mostrando a localização do tiflossole.

Essa estrutura é mais desenvolvida em minhocas lumbricídeas e reduzidas em megascolecídeos e glossoscolecídeos, podendo ser usada como caráter taxonômico. Estudos mostram que o nível de desenvolvimento estrutural do tiflossole está relacionado com o tipo de solo em que as minhocas são encontradas. Solos degradados devem ser mais pobres, então a tiflossole maximiza o aproveitamento dos nutrientes; solos preservados são mais ricos, então a tiflossole é menor. As minhocas, então, mudam as capacidades pedolgicas através do seu processo de digestão organo-mineral das partículas do solo.